# 哈維·皮利斯
法蘭西斯高-哈維亞·皮里斯·皮里斯（西班牙語：Francisco Javier Pérez Pérez，1984年2月26日—），是西班牙的足球運動員，司職後衛。現時效力西班牙足球丙級聯賽球會加瓦。

## 球員生涯
皮利斯一直在西班牙低級聯賽效力。
2006年，皮利斯轉投森特保亞前效力加泰隆尼亞超聯（西班牙第5級聯賽）球隊曼雷薩。
2008年，皮利斯去季為森特保亞上陣29場入1球。
2009年，在傑志鼓吹西班牙化，皮利斯是傑志首五名西班牙外援之一。
2010年，皮利斯效力傑志一季後因列斯奧的加盟而離隊。